# Morpho fruhstorferi
Morpho fruhstorferi är en fjärilsart som beskrevs av Johannes Karl Max Röber 1903. Morpho fruhstorferi ingår i släktet Morpho och familjen praktfjärilar. Inga underarter finns listade i Catalogue of Life.